# جمال أباد (سلماس)
جمال‌ أباد هي قرية في مقاطعة سلماس، إيران. عدد سكان هذه القرية هو 292 في سنة 2006.